# Centetostoma ventalloi
Espèce
Synonymes
- Nemastoma ventalloi Mello-Leitão, 1936

Centetostoma ventalloi est une espèce d'opilions dyspnois de la famille des Nemastomatidae.

## Distribution
Cette espèce est endémique des Pyrénées. Elle se rencontre en Espagne en Catalogne dans la province de Lérida et en France en Occitanie dans les Hautes-Pyrénées, en Ariège et dans les Pyrénées-Orientales.

## Description
Le mâle holotype mesure 1,5 mm et la femelle paratype 2 mm.
Les mâles mesurent de 1,3 à 1,55 mm et les femelles de 1,5 à 1,7 mm.

## Systématique et taxinomie
Cette espèce a été décrite sous le protonyme Nemastoma ventalloi par Mello-Leitão en 1936. Elle est placée en synonymie avec Nemastoma scabriculum par Kraus en 1961. Elle est relevée de synonymie et placée dans le genre Centetostoma par Martens en 2011.

## Étymologie
Cette espèce est nommée en l'honneur de Domènec Ventalló.

## Publication originale
- Mello-Leitão, 1936 : « Les Opilions de Catalogne. » Treballs del Museu de Ciències Naturals de Barcelona, vol. 11, p. 3–18.